# 松井道宣
松井 道宣（まつい みちのり、1957年 - ）は日本の外科医。京都府医師会会長。京都九条病院理事長。

## 略歴
- 1970年3月 - ノートルダム学院小学校卒業[3]。
- 1976年3月 - 洛星高等学校卒業[4]。
- 1983年3月 - 兵庫県立医科大学卒業[2]。
- 1983年4月 - 滋賀医科大学医学部附属病院麻酔科[2]。
- 1985年4月 - 京都第二赤十字病院外科[2]。
- 1987年4月 - 京都府立医科大学附属病院第一外科[2]。
- 1992年3月 - 京都府立医科大学大学院卒業[2]。
- 1992年4月 - 京都九条病院外科[2]。
- 1993年7月 - 京都九条病院理事長就任[2]。
- 2004年10月 - 同仁会クリニック院長就任[2]。
- 2017年6月 - 京都府医師会長就任[5]。

## 論文
- 小網原発悪性GISTの一切除例[6]。
- PPB-1-114 プラスミノーゲン異常症を伴った門脈・上腸間膜静脈血栓症の1例[7]。
- 絞扼性イレウスの診断における経時的CTの有用性[8]。
- 術中内視鏡を併用した十二指腸静脈瘤破裂の1手術例[9]。
- 一般救急病院における救急医の役割:specialistでありかつgeneralistである救急医の重要性[10]。
- CアームCTを用いた肝癌に対するIVR:使用経験とその有用性について[11]。
- 介護老人保健施設におけるインフルエンザ菌感染症の集団発生脳卒中患者における急性胆嚢炎についての検討[12]。
- 脳卒中患者における急性胆嚢炎についての検討[13]。